# Alter Turm (Lülsdorf)

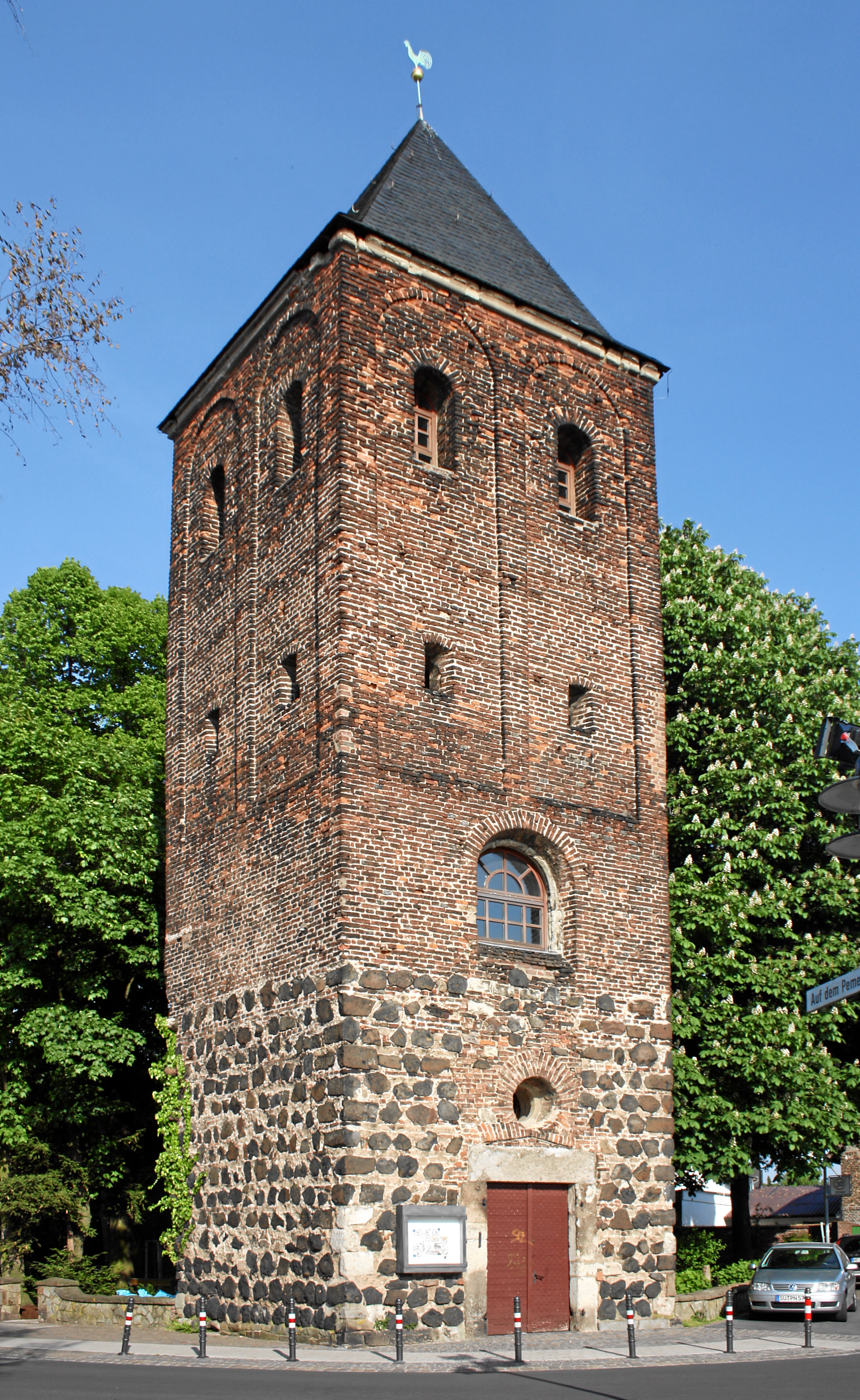
Alter Turm der abgerissenen Jakobuskirche

Der Alte Turm ist ein ehemaliger Kirchturm und ein Wahrzeichen des Niederkasseler Stadtteils Lülsdorf.

## Geschichte
Eine Kirche in Lülsdorf wird bereits im Liber valoris um 1300 erwähnt. Teile des Turms stammen noch aus dem 11. oder 12. Jahrhundert. 1637 wurde der Bau gründlich erneuert, aus diesem Jahr stammt dann auch der Oberteil des Turmes. Die Kirche wurde 1880 nach dem Neubau von St. Jakobus niedergelegt. Der romanische Turm blieb erhalten, und seine Glocken wurden noch bis 1890 geläutet.
Der Turm wurde in den 1980er Jahren umfangreich restauriert und unter Denkmalschutz gestellt. Heute dient das Bauwerk als städtische Galerie und Veranstaltungsraum in Kooperation mit der gegenüberliegenden Stadtbücherei im ebenfalls denkmalgeschützten alten Schulhaus.

## Baubeschreibung
Der dreigeschossige quadratische Turm besteht im etwa fünf Meter hohen ersten Geschoss aus unregelmäßigem Basalt-, Bruchstein- und Feldstein-Mauerwerk vermischt mit Tuffstein und alten Ziegeln. An der traditionellen Westseite ist die Turmeingangstür mit geradem romanischen Sturz und einer genagelten Holztür mit Inschrift und Datum 1637. Noch im alten Mauerwerk ist ein in ein Ziegelmauerwerk eingefasstes kleines kreisrundes Fenster eingelassen. Im Stockwerk darüber ist ein Rundbogenfenster angebracht. Die beiden Obergeschosse aus Ziegelmauerwerk sind durch je Seite zwei rundbogige Blenden gegliedert und haben oben Rundbogenfenster darunter je ein schmales Schartenfenster. Der Turm schließt mit einem stumpfen Pyramidendach ab, das mit einem Wetterhahn bekrönt ist.